# Jiefang
Jiefang (en chino, 解放; pinyin, Jiěfàng (escuchar)ⓘ) es un distrito urbano bajo la administración directa de la Prefectura  Jiaozuo  en la Provincia de Henan, República Popular China.  Su área es de 67 km² y su población total para 2010 superó los 290 mil  habitantes. 

## Administración
Desde junio  de 2017, el  Distrito Jiefang   se divide en 9 pueblos  administrados en subdistritos.

## Toponimia
El topónimo Jiefang [/chié-fang/] significa literalmente "liberación". El 8 de septiembre de 1945, Jiaozuo fue liberada por primera vez por las fuerzas comunistas tras la rendición de Japón.
Tras la primera liberación de Jiaozuo, se estableció la ciudad de Jiaozuo con partes de los condados de Xiuwu y Bo'ai, y su jurisdicción se dividió en tres distritos: primero, segundo y tercero. A fines de noviembre, los distritos primero y segundo se fusionaron para formar el 'Distrito Shinei' (predecesor del actual Distrito Jiefang).